# Кейт Уинслет
Кейт Елизабет Уинслет, CBE (на английски: Kate Elizabeth Winslet) е британска актриса. Лауреат на награда BAFTA (1996), седем пъти номинирана и веднъж носител на академична награда „Оскар за ролята ѝ в „Четецът“ и четирикратен носител на Златен глобус. Най-известните ѝ филми са „Разум и чувства“ (1995), „Титаник“ (1997), Айрис (2001), „Животът на Дейвид Гейл“ (2003), „Блясъкът на чистия ум“ (2004), „Малки деца“ (2006) и „Четецът“ (2008).  Кейт Уинслет е командор на Британската империя от 2012 г. заради приноса ѝ към драматургията.

## Биография

### Произход и образование
Уинслет е родена в Рединг, Великобритания, дъщеря е на Сали Анни (Бриджес), барманка, и Роджър Джон Уинслет, изпълнител в плувен басейн. Родителите ѝ са „леки актьори“. Уинслет коментира, че „не е имала привилегировано възпитание“ и че техният ежедневен живот бил беден. Нейните баба и дядо, Линда (Плъмб) и Архибалд Оливър Бриджес, откриват и управляват театър, а нейният чичо, Робърт Бриджес, се появява в оригиналната пиеса Западния край продукция на Оливър!. Нейните сестри, Бет Уинслет и Анна Уинслет, са също актриси. 
Кейт е отгледана като англиканка, започва да учи драма на единадесет години в Училището за Театър Редруфс,

### Кариера

#### Първи стъпки
Кариерата на Кейт Уинслет започва на телевизията с роля в сериала на BBC фантастика Тъмен сезон през 1991 г. Следва появата в британския ситком Върни се назад за ITV и епизод в медицинската драма Нещастен случай през 1993 г., също на BBC.

#### 1992 – 1997
През 1992 г. Уинслет присъства на кастинга за филма на Питър Джаксън Божествени създания в Лондон. Тя получава ролята на Джулиет Хулм, нравствено жива и надарена с въображение тийнейджърка, която помага на своята най-добра приятелка Полин Паркър, чиято роля е изиграна от Мелъни Лински, да убие майка си. Уинслет е избрана сред 175 други момичета. Филмът е пуснат през 1994 г. и печели на Джаксън номинация за Академична награда за оригинален сценарий. За участието си Уинслет е наградена с Емпайър и Кръглата филмова награда на Лондонските критици. The Washington Post сценаристът Десън Томпсън казва: „Както Джулиет, Уинслет е светлооко кълбо огън, запалващо всяка сцена, в която участва. Лински допълва, че това е опасно партньорство.“ Говорейки за своя опит в един филм сет, като абсолютно начинаещ, Уинслет казва: „Относно Божествени създания, единственото, което знаех да направя, беше напълно да стана този човек. По някакъв начин беше приятно да правиш филми и да не знаеш нищо.“
На следващата година Уинслет отива на прослушване за малката, но основна роля на Луси Стийл във филмовата адаптация на Разум и чувства от Джейн Остин, партнирайки на Ема Томпсън, Хю Грант и Алън Рикман. Но е избрана за втората главна роля Мариан Дашууд. Режисьорът Анг Лий признава, че той първоначално се е тревожил относно начина, по който Уинслет изпълнява своята роля в „Божествени създания“, и я накарал да упражнява Тайдзи цюан, да чете Готически роман и поезия и да може да свири на пиано. С бюджет от US$16.5 милиона, филмът става финансов и критичен успех, с придобити US$135 милиона и печели различни награди за Кейт, като Британска академия за филмово и телевизионно изкуство и Screen Actors Guild Award, както и номинации за Награди на филмовата академия на САЩ и Награда Златен глобус.
През 1996 г. Уинслет участва в Джуд и Хамлет. В Джуд на Майкъл Уинтърботъм, базиран на викторианския роман Невзрачният Джуд от Томас Харди, тя играе Сю Брайдхед. Аплодирана сред критиците, филмът не е огромен успех, с придобити едва US$2 милиона. Ричард Колис от списание Тайм казва, че "Уинслет е достойна за [...] съвестното обожаване на камерата. Тя е перфектна, модернистка изпреварила времето си[...] и Джуд е красив показател за нейните дарове." Уинслет играе Офелия, любимата на Хамлет в екранизацията на Шекспировата пиеса „Хамлет“, направена от Кенет Брана. Филмът получава много позитивни отзиви и печели на Уинслет втората ѝ Емпайър Ауард.

#### 21 век
В края на 2020 г. е обявено, че Кейт Уинслет ще е един от продуцентите на Fake! - проект на MGM за игрален филм за действалата от България финансова схема OneCoin.

## Филмография
| Година | Филм                             | Оригинално заглавие                   | Роля                    | Бележки |
| ------ | -------------------------------- | ------------------------------------- | ----------------------- | --- |
| 1991   | Тъмен сезон                      | Dark Season                           | Рийт                    | ТВ сериал, 6 епизода |
| 1992   | Върни се                         | Get Back                              | Еленор Суит             | ТВ сериал, 3 епизода |
| 1992   |                                  | Anglo Saxon Attitudes                 | Каролин Дженингтън      | ТВ филм |
| 1993   | Жертва                           | Casualty                              | Сюзан                   | ТВ сериал, 1 епизод |
| 1994   | Божествени създания              | Heavenly Creatures                    | Джулиет Хълм            | - Емпайър за най-добра британска актриса. |
| 1995   | Едно хлапе в двора на крал Артур | A Kid in King Arthur's Court          | принцеса Сара           | |
| 1995   | Разум и чувства                  | Sense and Sensibility                 | Мериън Дашууд           | - Награда на БАФТА за най-добра актриса в поддържаща роля. - номинация – Оскар за най-добра поддържаща женска роля. - номинация – Златен глобус за най-добра поддържаща актриса. |
| 1996   |                                  | Jude                                  | Сю Брайдхед             | |
| 1996   | Хамлет                           | Hamlet                                | Офелия                  | - Емпайър за най-добра британска актриса. - номинация – Сателит за най-добра актриса в поддържаща роля в драматичен филм. |
| 1997   | Титаник                          | Titanic                               | Роуз                    | - Емпайър за най-добра британска актриса. - номинация – Оскар за най-добра женска роля. - номинация – Златен глобус за най-добра актриса в драматичен филм. - номинация – Сателит за най-добра актриса в драматичен филм. |
| 1998   | Експрес до Маракеш               | Hideous Kinky                         | Джулия                  | |
| 1999   |                                  | Faeries                               | Бпиджид (глас)          | анимационен филм |
| 1999   | Свещен дим                       | Holy Smoke!                           | Рут Барън               | |
| 2000   | Историята на маркиз дьо Сад      | Quills                                | Мадлин „Мади“ Льоклерк  | - номинация – Сателит за най-добра актриса в поддържаща роля в драматичен филм. - номинация – Емпайър за най-добра актриса. |
| 2001   | Енигма                           | Enigma                                | Естер Уолъс             | - Емпайър за най-добра британска актриса. |
| 2001   |                                  | Christmas Carol: The Movie            | (глас)                  | анимационен филм |
| 2001   | Айрис                            | Iris                                  | Айрис Мърдок като млада | - номинация – Оскар за най-добра поддържаща женска роля. - номинация – Награда на БАФТА за най-добра актриса в поддържаща роля. - номинация – Златен глобус за най-добра поддържаща актриса. - номинация – Сателит за най-добра актриса в поддържаща роля в драматичен филм.                                                                    |
| 2002   | Военни игри                      | War Game                              | (глас)                  | късометражен анимационен филм |
| 2003   | Животът на Дейвид Гейл           | The Life of David Gale                | Битси Блум              | |
| 2003   |                                  | Plunge: The Movie                     | Клеър                   | |
| 2004   | Блясъкът на чистия ум            | Eternal Sunshine of the Spotless Mind | Клементин Кружински     | - Емпайър за най-добра британска актриса. - номинация – Оскар за най-добра женска роля. - номинация – Награда на БАФТА за най-добра актриса в главна роля. - номинация – Златен глобус за най-добра актриса в мюзикъл или комедия. - номинация – Сателит за най-добра актриса в мюзикъл или комедия. - номинация – Сатурн за най-добра актриса. |
| 2004   |                                  | Pride                                 | Суки (глас)             | ТВ филм |
| 2004   | Пътят към Невърленд              | Finding Neverland                     | Силвия Левелин Дейвис   | - номинация – Награда на БАФТА за най-добра актриса в главна роля. |
| 2005   |                                  | Romance & Cigarettes                  | Тула                    | |
| 2006   | Цялото кралско войнство          | All the King's Men                    | Ан Стантън              | |
| 2006   | Малки деца                       | Little Children                       | Сара Пиърс              | - номинация – Оскар за най-добра женска роля. - номинация – Награда на БАФТА за най-добра актриса в главна роля. - номинация – Златен глобус за най-добра актриса в драматичен филм. - номинация – Сателит за най-добра актриса в драматичен филм. - номинация – Емпайър за най-добра актриса.                                                  |
| 2006   | Отнесени                         | Flushed Away                          | Рита (глас)             | анимационен филм |
| 2006   | Ваканцията                       | The Holiday                           | Айрис Симкинс           | |
| 2006   |                                  | Deep Sea 3D                           | (разказвач)             | документален късометражен филм |
| 2008   |                                  | The Fox and the Child                 | (разказвач)             | |
| 2008   | Четецът                          | The Reader                            | Хана Шмиц               | - Оскар за най-добра женска роля. - Награда на БАФТА за най-добра актриса в главна роля. - Златен глобус за най-добра поддържаща актриса. - номинация – Сателит за най-добра актриса в драматичен филм. |
| 2008   | Пътят на промените               | Revolutionary Road                    | Ейприл Уилър            | - Златен глобус за най-добра актриса в драматичен филм. - номинация – Награда на БАФТА за най-добра актриса в главна роля. |
| 2011   | Милдред Пиърс                    | Mildred Pierce                        | Милдред                 | минисериал - Златен глобус за най-добра актриса в минисериал или телевизионен филм. - Сателит за най-добра актриса в минисериал или телевизионен филм. - Еми за най-добра актриса в минисериал или телевизионен филм. |
| 2011   | Заразяване                       | Contagion                             | доктор Ерин Миърс       | |
| 2011   | Касапница                        | Carnage                               | Нанси Кауан             | - номинация – Златен глобус за най-добра актриса в мюзикъл или комедия. - номинация – Сателит за най-добра актриса в поддържаща роля. |
| 2013   | Пълен т*шак                      | Movie 43                              | Бет                     | |
| 2013   |                                  | Labor Day                             | Адел                    | - номинация – Златен глобус за най-добра актриса в драматичен филм. |
| 2014   | Дивергенти                       | Divergent                             | Джанин Матюс            | |
| 2014   | Малки бъркотии                   | A Little Chaos                        | Сабин Де Бара           | |
| 2015   | Дивергенти 2: Бунтовници         | The Divergent Series: Insurgent       | Джанин Матюс            | |
| 2015   | Стив Джобс                       | Steve Jobs                            | Джоана Хофман           | - Награда на БАФТА за най-добра актриса в поддържаща роля. - Златен глобус за най-добра поддържаща актриса. - номинация – Оскар за най-добра поддържаща женска роля. - номинация – Сателит за най-добра актриса в поддържаща роля. |
| 2015   |                                  | The Dressmaker                        | Миртъл                  | |
| 2016   | Код: 999                         | Triple 9                              | Ирина Власлов           | |
| 2016   |                                  | Collateral Beauty                     | Клеър                   | |
| 2020   | Амонит                           | Ammonite                              | Мери Анинг              | |